# Suchowola
Suchowola is een stad in het Poolse woiwodschap Podlachië, gelegen in de powiat Sokólski. De oppervlakte bedraagt 25,95 km², het inwonertal 2278 (2005).
Door het dorp Suchowola lopen belangrijke toeristische routes. Het dorp is ontstaan in de 16e eeuw. Een eeuw later ontving het stadsrechten. De beroemde priester Jerzy Popiełuszko is hier geboren. Deze priester is door het communistische regime in de jaren tachtig (19e eeuw) vermoord.
In 1775 bepaalde de astronoom Szymon Antoni Sobiekrajski dat Suchowola het geografisch middelpunt van Europa was. De gebruikte referentiepunten waren: het meest westerse punt in Portugal, het meest oosterse punt in de Oeral, het meest noordelijke punt in Noorwegen, en het meest zuidelijke punt in Griekenland. Eilanden werden buiten beschouwing gelaten.
In 1989 heeft echter het Franse Nationaal Geografisch Instituut bepaald dat de Litouwse plaats Purnuškės het geografisch middelpunt van Europa is.